# Cantón de Renwez
El cantón de Renwez era una división administrativa francesa, que estaba situada en el departamento de Ardenas y la región de Champaña-Ardenas.

## Composición
El cantón estaba formado por quince comunas:
- Arreux
- Cliron
- Ham-les-Moines
- Harcy
- Haudrecy
- Les Mazures
- Lonny
- Montcornet
- Murtin-et-Bogny
- Remilly-les-Pothées
- Renwez
- Saint-Marcel
- Sécheval
- Sormonne
- Tournes

## Supresión del cantón de Renwez
En aplicación del Decreto n.º 2014-203 de 21 de febrero de 2014, el cantón de Renwez fue suprimido el 22 de marzo de 2015 y sus 15 comunas pasaron a formar parte; siete del nuevo cantón de Rocroi, tres del nuevo cantón de Bogny-sur-Meuse, tres del nuevo cantón de Charleville-Mézières-1 y dos del nuevo cantón de Charleville-Mézières-2.